# Kabaena
Kabaena (en indonesio: Pulau Kabaena) es una isla continental en el Mar de Flores, Indonesia, frente a las costas de Célebes (Sulawesi). Es una parte de la provincia de Célebes Suroriental. Su superficie es de 873 km² y tiene cerca de 40 mil residentes.
Posee una superficie montañosa, siendo el punto más alto el pico Sambapolulu (1.570 m). El cultivo de arroz, yuca, coco, la pesca, la explotación de los bosques y la cría de búfalos son sus actividades económicas principales. El pueblo de Sikeli es su localidad más importante.